# Kyūshū
Kyūshū (kanji: 九州; hiragana: きゅうしゅう; Hepburn: Kyūshū) és la tercera illa més gran del Japó, i es troba al sud de l'arxipèlag. És considerada el bressol de la civilització japonesa. L'illa ha tingut diversos noms al llarg de la història, entre ells: Kyukoku (九国),Chinzei (鎮西), i Tsukushi-shima (筑紫島). Població: 13,44 milions (1995). Àrea: 35.640 km². Moltes de les persones més lòngeves del món, com Shigechiyo Izumi, Kamato Fongō i Yukichi Chuganji són de Kyūshū, pel qual, és denominada l'illa de la longevitat.

## Història
L'illa en general ha estat al llarg de la seva història molt influenciada per altres civilitzacions estrangeres com la xinesa o coreana, per exemple la regió al voltant de Hirado va ser tradicionalment un lloc de trobada per a comerciants i pirates.
Al segle xvi hi van arribar missioners catòlics i comerciants de Portugal i la seva presència a Hirado i Nagasaki les va convertir en centres comercials per als comerciants estrangers. La creença catòlica que tots els homes són iguals, no s'adaptava amb l'estructura política del Japó i després de ser un regne lliure en el període Oda Nobunaga, els missioners van ser obligats a anar-se'n gradualment, fins que finalment en l'era Tokugawa, la cristiandat va ser prohibida sota la política Sakoku.
Després de la prohibició del cristianisme en el període Edo, el comerç exterior va ser restringit als comerciants xinesos i neerlandesos a Nagasaki i Dejima. El Kirishitan (cristianisme japonès (キリシタン)) va continuar existint en la clandestinitat. Aquests kature Kirishitan (cristians ocults 隠れキリシタン) van ser obligats a trepitjar dibuixos de la Mare de Déu i altres sants per provar que no eren cristians.
Amb el desterrament dels missioners catòlics, els comerciants dels països catòlics van ser obligats a sortir del país, emportant-se amb ells llurs fills mig japonesos i mig europeus, que també van ser obligats a deixar el país. La majoria va ser enviada a Jagatara, fet que encara és recordat pels vilatans, com la gent que escrivia textos commovedors de com van ser expulsats al mar des de la seva llar.
Avui dia, Nagasaki té un gran barri xinès (en el sentit de colònia de persones procedents de la Xina) i esglésies catòliques.
Durant la restauració Meiji, Nagasaki i Sasebo es van convertir en els majors ports marítims de comerç exterior, i també en ells van estar les majors drassanes militars i bases de la marina japonesa fins a la Segona Guerra Mundial. El 9 d'agost de 1945 un bombarder dels Estats Units va deixar anar una bomba atòmica sobre Nagasaki.

## Geografia
El terreny de l'illa és muntanyós i compta amb el volcà actiu més gran del Japó, la muntanya Aso que té una altitud de 1.592 m. Es troben variades evidències d'activitat tectònica incloent nombroses llacunes termals. Les més famoses d'aquestes es troben a Beppu al nord-est i a Aso, a la regió central de l'illa. L'illa és separada de l'illa de Honshū per l'estret de Kanmon.
El nom de Kyūshū ve de les nou antigues províncies de Saikaidō, situades a l'illa: Chikuzen, Chikugo, Hizen, Higo, Buzen, Bungo, Hyūga, Osumi i Satsuma.
La regió de Kyūshū Kyūshū-chiho (九州地方) conté set prefectures:
- Fukuoka
- Kagoshima
- Kumamoto
- Miyazaki
- Nagasaki
- Oita
- Saga

La ciutat més poblada de l'illa és Fukuoka la qual és un port i un centre de la indústria pesant. Kitakyushu també és una ciutat designada per decret governamental i Omuta és un altre centre industrial. El port principal de la regió és Nagasaki. Kumamoto i Kagoshima són la tercera i quarta, respectivament, ciutats més poblades de l'illa.
És la 37a illa més gran del món; és més petita que Spitsbergen, però més gran que Taiwan. En termes de població, és la 13a illa més gran; té menys habitants que Borneo o Cèlebes, i més que Salsette o Cuba.

## Economia
Els productes de l'agricultura principals són: arròs, te, tabac i soia. Kyushu també produeix una quantitat respectable de seda. La porcellana de la regió és molt popular, especialment els seus tipus: Arita, Agano, Satsuma i Hizen. La indústria es troba al nord de la regió al voltant de Kitakyushu i Oita. Aquestes indústries estan compostes, en la seva majoria, de plantes que treballen amb productes químics i metalls.

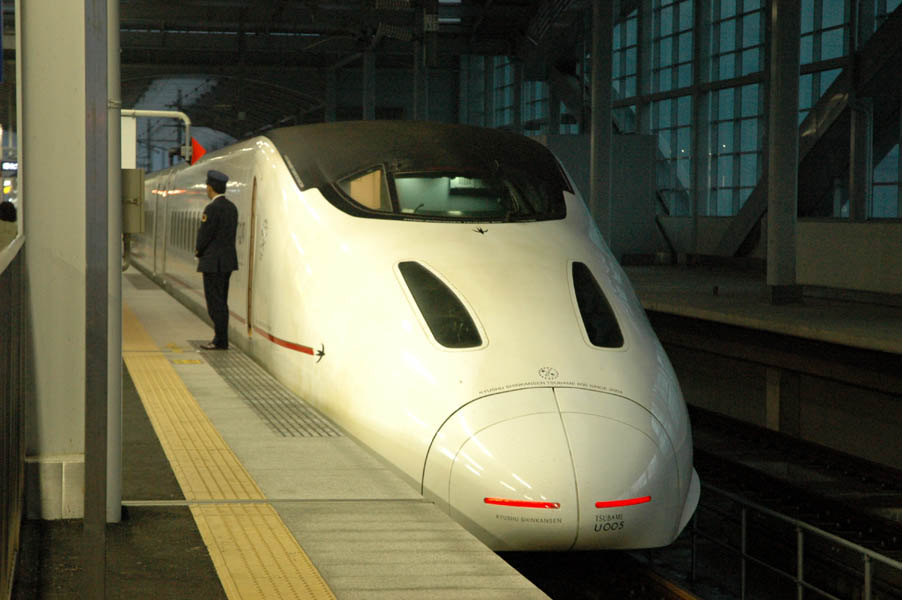
Exterior del Tsubame Shinkansen a l'estació de Shin-Yatsushiro.

### Transports
L'illa té diversos aeroports importants com el de Fukuoka, el d'Oita, el de Kitakyushu, el de Nagasaki, el de Kagoshima, el de Kumamoto o el de Miyazaki. També hi ha vols a les illes que estan davant de la costa de l'illa i a les del sud-oest de Kagoshima, baixant cap a l'arxipèlag Okinawa.
En vaixell hi ha nombroses connexions marítimes fins a Honshu Shikoku i Okinawa, i ferris entre Kyushu i les illes properes a la costa.
En tren també és possible viatjar amb el Shinkansen o tren bala que té ruta des de Tòquio fins a l'estació de Hakata a Fukuoka, passant per Shimonoseki i les principals ciutats de Honshu.
L'extensió del Shinkansen de Hakata fins Shin-Yatsushiro va entrar en funcionament el 12 de març de 2011, un dia després del terratrèmol i el tsunami que va afectar Sendai i els seus voltants. El tren permet connectar Fukuoka amb Kumamoto i Kagoshima de manera directa i ràpida, a més, es van crear dos nous serveis Shinkansen que parteixen des d'Osaka i connecten amb Kumamoto i Kagoshima que són els serveis Sakura i Mizuho, el servei Tsubame funciona entre Fukuoka i Kumamoto parant a les estacions d'aquest tram (de la mateixa manera que el servei Kodama en la Tokaido i Sanyo Shinkansen), alguns serveis Tsubame arriben a Kagoshima.

## Cultura

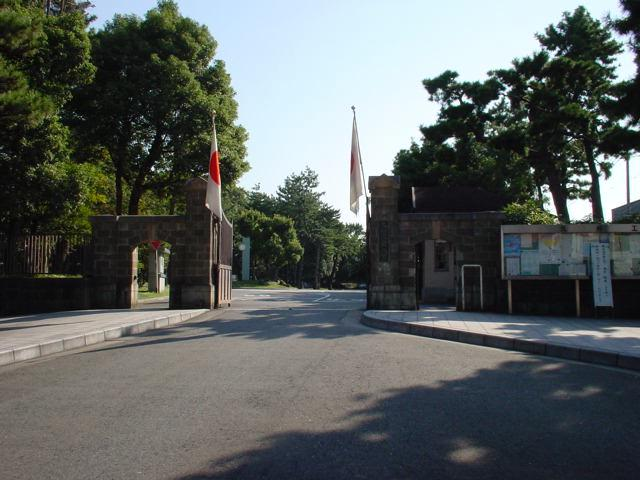
Porta principal del campus KIT Tobata de l'Institut de tecnologia de Kyushu amb les banderes el dia de la festa nacional del Japó.

### Educació
Les universitats nacionals són aquestes:
- Universitat de Kyūshū (una de les set antigues "Universitats imperials").
- Institut de Tecnologia de Kyūshū
- Universitat de Saga
- Universitat de Nagasaki
- Universitat de Kumamoto
- Universitat d'Ōita
- Universitat de Miyazaki
- Universitat de Kagoshima
- Institut Nacional de Fitness i Esports de Kanoya
- Universitat de les Ryūkyūs

Altres universitats dels governs locals són la Universitat de Kitakyushu, la Kyushu Dental College, la Universitat femenina de Fukuoka, la Universitat de la prefectura de Fukuoka, la Universitat Siebold de Nagasaki, la Universitat de la prefectura de Nagasaki, la Universitat d'infermeria i ciències de la salut d'Oita, la Universitat de la prefectura de Kumamoto, la Universitat municipal de Miyazaki o la Universitat d'infermeria de la prefectura de Miyazaki.
Les universitats privades són la Universitat de Fukuoka, la Universitat Ritshumeikan, la Universitat Seinan Gakuin, la Universitat Kyūshū Sangyo (l'equip de beisbol va guanyar el campionat nacional el 2005) o la Universitat de Kurume.

### Esports
Alguns dels equips de futbol més importants del país estan situats a l'illa com són l'Abella Fukuoka, Goig Iwata, Rosso Kumamoto, Oita Trinita o Sagan Tosu. També tenen la seva base a l'illa altres equips importants en altres esports com són el Fukuoka SoftBank Hawks en beisbol, el Fukuoka Rizing o l'Oita Heatdevils en bàsquet, l'Oita Miyoshi Weisse Adler a voleibol o els equips de rugbi Coca Cola West Red Sparks, Fukuoka Sanix Blues i Kyuden Voltex.
A més d'aquests equips, a l'illa se celebren diversos esdeveniments esportius entre els quals destaca el torneig de sumo que se celebra al Centre de convencions de Fukuoka cada novembre.

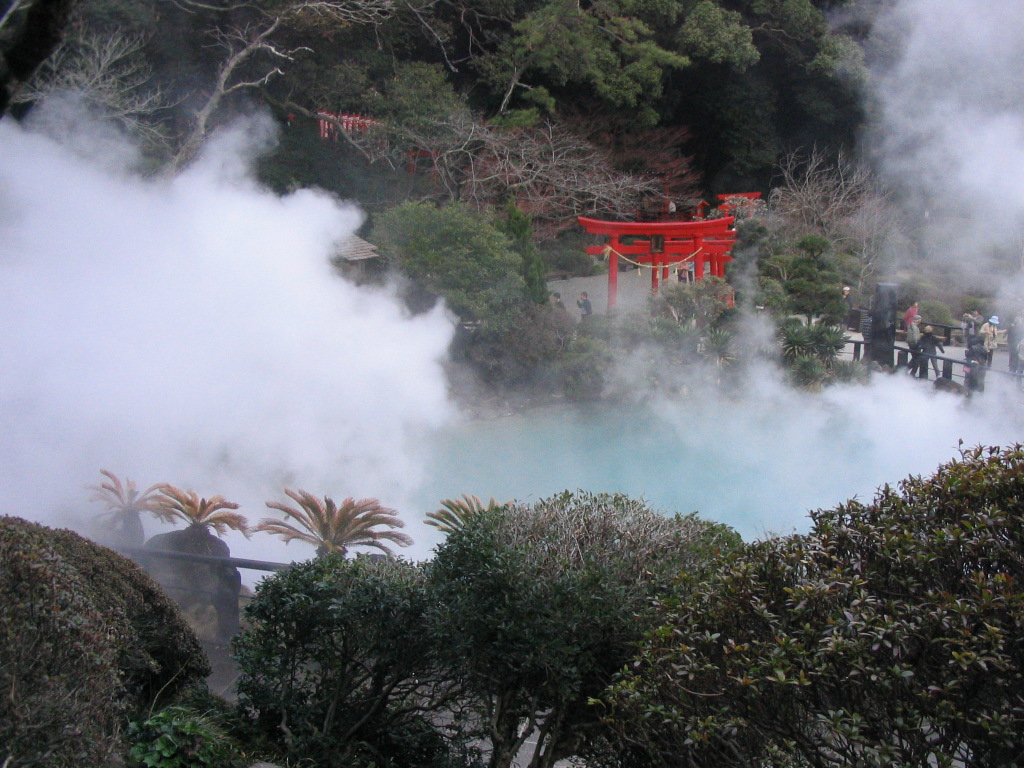
Umi jigoku a Beppu, Prefectura d'Ōita.

### Turisme
La prefectura d'Ōita és famosa pels seus spas o aigües termals. Són particularment famosos a la ciutat de Beppu, on són coneguts com a "inferns". A més anualment se celebra a Beppu un festival de música internacional. Altres activitats de la prefectura són el museu del sexe Hihokan, l'aquari públic "Umi-tamago", el parc dels micos a la muntanya Takasaki o el festival de música popular de la muntanya Hachimen.
A la prefectura de Saga són importants el castell de Karatsu, les restes d'un poble del període Yayoi, el monestir Iūtoku Inari i diversos festivals com el Karatsu Kunchi, que se celebra al novembre a la ciutat de Karatsu i atreu 500.000 persones cada any, el Kashima Gatalympics celebrat al maig a la ciutat de Kashima amb multitud d'esports diferents o el Imari Ton-Tingues-Ton Festival celebrat a la fi d'octubre a Imari i que és un dels tres més grans festivals de lluita del Japó.
A la prefectura de Nagasaki es pot trobar el museu de la bomba atòmica que recorda aquell dia amb nombrós material i informació, també podem visitar la catedral d'Urakami, Kōfuku-ji, Sōfuku-ji, el castell de Hirado, l'església de Ōura, el parc Huis Ten Bosch, la muntanya Unzen o el castell de Shimabara.
A la prefectura de Fukuoka es pot veure importants punts a la ciutat de Fukuoka, a la ciutat de Dazaifu i també a Kitakyushu, on es troba el castell Kokura. Kurume és una altra ciutat amb importants punts entre els quals sobresurt el castell de Kurume. Destaquen el festival Dontaku i el gran torneig anual de sumo del centre de convencions, tots dos en Fukuoka.

## Kyushu a la ficció
L'illa de Kyūshū fou utilitzada com a model per realitzar la regió de Hoenn a diversos jocs de Pokémon, així com altres regions de l'anime i dels videojocs s'han inspirat en altres àrees geogràfiques del Japó.